# Liste der National Historic Landmarks in New York City
Die Liste der National Historic Landmarks in New York City nennt 109 Objekte in New York City, die als National Historic Landmark (NHL) ausgewiesen sind; drei davon sind auch ein National Monument. Insgesamt gibt es im Bundesstaat New York 257 National Historic Landmarks, mehr als in jedem anderen Bundesstaat. Die 148 NHLs in New York außerhalb von New York City sind aus der Liste der National Historic Landmarks in New York ersichtlich.
Die folgende Aufstellung nennt die Objekte in alphabetischer Reihenfolge nach der Bezeichnung, unter der sie vom National Park Service geführt werden.
|     | Name                                                               | Bild | Datum der Widmung | Lage                                                    | County                   | Beschreibung |
| --- | ------------------------------------------------------------------ | ---- | ----------------- | ------------------------------------------------------- | ------------------------ | --- |
| 1   | 69th Regiment Armory                                               |      | 19. Juni 1996     | Manhattan 40° 44′ 29,9″ N, 73° 59′ 1″ W                 | New York                 | (auch: Lexington Avenue Armory) Hauptquartier des 69th Infantry Regiments der Nationalgarde der Vereinigten Staaten im Beaux-Arts-Stil. Dreistöckiges Backsteingebäude mit Mansarddach und Sandsteinverzierungen. Das Gebäude ist historisch wegen seines Bezuges zum 69. Regiment der Nationalgarde und als Veranstaltungsort der ersten Armory Show im März 1913, die nach ihr benannt ist, bedeutend. |
| 2   | African Burial Ground                                              |      | 19. Apr. 1993     | Manhattan 40° 42′ 52,4″ N, 74° 0′ 15,8″ W               | New York                 | Archäologische Teilausgrabung eines im 17. und 18. Jahrhundert von den Afroamerikanern New Yorks genutzten Friedhofs; heute Gedenkstätte in Lower Manhattan. Am 19. April 1993 als National Historic Landmark ausgewiesen, einziges Bodendenkmal in der Stadt New York. |
| 3   | Ambrose (Feuerschiff)                                              |      | 11. Apr. 1989     | Manhattan 40° 42′ 17,4″ N, 74° 0′ 8,9″ W                | New York                 | Feuerschiff, das einst mehrere Seemeilen vor der Küste die Einfahrt zum Ambrose Channel in den Hafen markierte, liegt nun im South Street Seaport. |
| 4   | American Stock Exchange                                            |      | 6. Juni 1978      | Manhattan 40° 42′ 32,4″ N, 74° 0′ 45,4″ W               | New York                 | eine der wichtigsten Börsen der Welt, deren Geschichte bis in die Kolonialzeit zurückgeht |
| 5   | Chester A. Arthur House                                            |      | 12. Dez. 1965     | Manhattan 40° 44′ 34″ N, 73° 58′ 55,9″ W                | New York                 | Wohnhaus von Präsident Chester A. Arthur; Stätte seines Amtseides |
| 6   | Louis Armstrong House                                              |      | 11. Mai 1976      | Corona 40° 45′ 16,4″ N, 73° 51′ 41,6″ W                 | Queens                   | Haus, in dem Jazz-Legende Louis Armstrong über 30 Jahre wohnte |
| 7   | Alice Austen House                                                 |      | 19. Apr. 1993     | Rosebank 40° 36′ 54,5″ N, 74° 3′ 46,6″ W                | Richmond (Staten Island) | Wohnhaus der Photographin Alice Austen, jetzt ein Museum |
| 8   | Bartow-Pell Mansion                                                |      | 8. Dez. 1976      | Pelham Bay Park 40° 52′ 18,3″ N, 73° 48′ 20,1″ W        | Bronx                    | Herrenhaus aus dem 19. Jahrhundert in einem der größten Parks in der Stadt |
| 9   | Bayard-Condict Building                                            |      | 8. Dez. 1976      | Manhattan 40° 43′ 34,7″ N, 73° 59′ 44,2″ W              | New York                 | einziges Gebäude, das Louis Sullivan in New York City erbaut hat; eines der ersten Stahlskelett-Hochhäuser |
| 10  | Bell Laboratories Building                                         |      | 15. Mai 1975      | Manhattan 40° 44′ 12,7″ N, 74° 0′ 35,5″ W               | New York                 | Hier wurden zahlreiche Erfindungen gemacht, darunter der erste experimentelle Tonfilm (1923), Schwarzweiß- und später Farbfernsehen, Radar, Schallplatte; beherbergt heute das Westbeth Art Collective. |
| 11  | Brooklyn Bridge                                                    |      | 29. Jan. 1964     | Brooklyn und Manhattan 40° 42′ 22,8″ N, 73° 59′ 50,8″ W | Kings and New York       | Die erste Drahtseilhängebrücke der Welt; einst auch die längste Hängebrücke; inspirierte Hart Crane zu seinem Gedicht „The Bridge“ |
| 12  | Brooklyn Heights Historic District                                 |      | 12. Jan. 1965     | Brooklyn                                                | Kings                    | beispielhafte Sammlung von Häusern in verschiedenen Architekturstilen; einst der erste Historic District in New York City |
| 13  | Brooklyn Historical Society Building                               |      | 17. Juli 1991     | Brooklyn 40° 41′ 41,1″ N, 73° 59′ 34,1″ W               | Kings                    | eines der wenigen noch existierenden Gebäude von George B. Post |
| 14  | Ralph Johnson Bunche House                                         |      | 11. Mai 1976      | Kew Gardens 40° 42′ 23,3″ N, 73° 50′ 13,2″ W            | Queens                   | Wohnhaus von Ralph Johnson Bunche, afroamerikanischer Diplomat und Untersekretär der Vereinten Nationen |
| 15  | Carnegie Hall                                                      |      | 29. Dez. 1962     | Manhattan 40° 45′ 53,8″ N, 73° 58′ 48,5″ W              | New York                 | eine der berühmtesten Konzerthallen der Welt |
| 16  | Andrew Carnegie Mansion                                            |      | 13. Nov. 1966     | Manhattan 40° 47′ 3,9″ N, 73° 57′ 28,4″ W               | New York                 | Wohnhaus von Andrew Carnegie, heute das Cooper-Hewitt, National Design Museum |
| 17  | Central Park                                                       |      | 23. Mai 1963      | Manhattan 40° 46′ 55″ N, 73° 57′ 58″ W                  | New York                 | grüne Lunge der Stadt und einer der meistbesuchten Stadtparks der Welt; wurde von Frederick Law Olmsted und Calvert Vaux geplant |
| 18  | Central Synagogue                                                  |      | 15. Mai 1975      | Manhattan 40° 45′ 34,5″ N, 73° 58′ 13,7″ W              | New York                 | älteste fortlaufend genutzte Synagoge einer New Yorker Gemeinde; im Maurischen Stil erbaut. |
| 19  | Chamber of Commerce Building                                       |      | 22. Dez. 1977     | Manhattan 40° 42′ 34″ N, 74° 0′ 35,5″ W                 | New York                 | New York Citys 1768 gegründete Chamber of Commerce |
| 20  | Chrysler Building                                                  |      | 8. Dez. 1976      | Manhattan 40° 45′ 6,1″ N, 73° 58′ 31,1″ W               | New York                 | Wolkenkratzer im Stil des Art déco; sichtbarer Bestandteil der Skyline Manhattans; zeitweise höchstes Gebäude der Welt |
| 21  | Church of the Ascension                                            |      | 23. Dez. 1987     | Manhattan 40° 44′ 1,1″ N, 73° 59′ 43,8″ W               | New York                 | früher Kirchenbau von Richard Upjohn; wertvolle Kirchenkunst im Innern |
| 22  | City Hall                                                          |      | 19. Dez. 1960     | Manhattan40° 42′ 45,7″ N, 74° 0′ 21,2″ W                | New York                 | älteste City Hall in den Vereinigten Staaten, die noch als städtisches Verwaltungsgebäude genutzt wird |
| 23  | Conference House                                                   |      | 23. Mai 1966      | Tottenville 40° 30′ 11,1″ N, 74° 15′ 11,4″ W            | Richmond (Staten Island) | einziges Herrenhaus in New York City, das noch aus der Zeit vor dem Amerikanischen Unabhängigkeitskrieg stammt; 1776 Stätte einer erfolglosen Friedenskonferenz |
| 24  | Will Marion Cook House                                             |      | 11. Mai 1976      | Manhattan 40° 49′ 5,1″ N, 73° 56′ 34,5″ W               | New York                 | Wohnhaus des afroamerikanischen Komponisten und Musikers Will Marion Cook |
| 25  | Cooper Union                                                       |      | 4. Juli 1961      | Manhattan 40° 43′ 45,9″ N, 73° 59′ 25,5″ W              | New York                 | frühe Einrichtung der Erwachsenenbildung; Stätte von Abraham Lincolns bekanntgewordener Rede gegen die Sklaverei |
| 26  | Daily News Building                                                |      | 29. Juni 1989     | Manhattan 40° 44′ 58,4″ N, 73° 58′ 24,6″ W              | New York                 | erster freistehender Wolkenkratzer im modernen Stil; von Raymond Hood entworfen |
| 27  | Dakota Apartments                                                  |      | 8. Dez. 1976      | Manhattan 40° 46′ 35,9″ N, 73° 58′ 34,6″ W              | New York                 | Bauwerk von Henry Hardenbergh; Drehort für Rosemaries Baby; Schauplatz des Attentats auf John Lennon |
| 28  | Dyckman House                                                      |      | 24. Dez. 1967     | Manhattan 40° 52′ 2,6″ N, 73° 55′ 23,9″ W               | New York                 | einziges noch bestehende Farmhaus in Manhattan |
| 29  | Eldridge Street Synagogue                                          |      | 19. Juni 1996     | Manhattan 40° 42′ 54″ N, 73° 59′ 38,3″ W                | New York                 | eine der ältesten Synagogen in den Vereinigten Staaten; ursprünglich von jüdischen Einwanderern aus Osteuropa errichtet |
| 30  | Duke Ellington House                                               |      | 11. Mai 1976      | Manhattan 40° 49′ 56,2″ N, 73° 56′ 27,5″ W              | New York                 | Der Jazzkomponisten und Bandleader Duke Ellington wohnte 1939–1961 im Apartment 4A |
| 31  | Empire State Building                                              |      | 24. Juni 1986     | Manhattan 40° 44′ 54,4″ N, 73° 59′ 8,5″ W               | New York                 | derzeit zweithöchstes Bauwerk New Yorks und Wahrzeichen der Stadt |
| 32  | Equitable Building                                                 |      | 2. Juni 1978      | Manhattan 40° 42′ 35″ N, 74° 0′ 40″ W                   | New York                 | einer der frühesten Wolkenkratzer in Manhattan; hat das Design späterer Hochhäuser eingehend beeinflusst |
| 33  | Fire Fighter                                                       |      | 30. Juni 1989     | Staten Island                                           | Richmond (Staten Island) | 1938 gebaut, war das dieselgetriebene Schiff das stärkste Löschboot der Welt; es ist immer noch im Dienst. |
| 34  | Hamilton Fish House                                                |      | 15. Mai 1975      | Manhattan 40° 43′ 48,2″ N, 73° 59′ 18,9″ W              | New York                 | Wohnhaus von Hamilton Fish, der später Gouverneur und Senator New Yorks wurde |
| 35  | Flatiron Building                                                  |      | 29. Juni 1989     | Manhattan 40° 44′ 28″ N, 73° 59′ 23″ W                  | New York                 | auffälliges dreieckiges Gebäude am Madison Square |
| 36  | Founder's Hall, The Rockefeller University                         |      | 30. Mai 1975      | Manhattan 40° 45′ 44,9″ N, 73° 57′ 18,3″ W              | New York                 | Das Gebäude markierte den Anfang für John D. Rockefeller Jr., das Familienvermögen zu philanthropischen Zwecken zu verwenden. |
| 37  | Governors Island Governors Island National Monument                |      | 4. Juni 1985      | Manhattan                                               | New York                 | Insel im Hafen New York Citys, die von 1783 bis Ende der 1990er Jahre unterschiedlichen Teilen der US-Streitkräfte diente; künftige Nutzung noch nicht entschieden. |
| 38  | Grace Church                                                       |      | 22. Dez. 1977     | Manhattan                                               | New York                 | neugotischer Kirchenbau von James Renwick, Jr. |
| 39  | Grand Central Terminal                                             |      | 8. Dez. 1976      | Manhattan                                               | New York                 | Beaux-Arts-Gebäude; historischer wichtiger Bahnhof; größter Bahnhof der Welt nach der Zahl der Bahnsteige |
| 40  | Green-Wood Cemetery                                                |      | 20. Sep. 2006     | Brooklyn 40° 39′ 7,9″ N, 73° 59′ 28″ W                  | Kings                    | Die meisten prominenten New Yorker, die in der zweiten Hälfte des 19. Jahrhunderts starben, sind auf diesem Friedhof begraben. |
| 41  | Hamilton Grange National Memorial                                  |      | 19. Dez. 1960     | Manhattan                                               | New York                 | Wohnhaus von Alexander Hamilton: Militäroffizier, Rechtsanwalt, Mitglied der United States Constitutional Convention, erster United States Secretary of the Treasury und Founding Father; die Fassade des Gebäudes ist das älteste noch stehende Bauwerk Manhattans |
| 42  | Henry Street Settlement and Neighborhood Playhouse                 |      | 30. Mai 1974      | Manhattan                                               | New York                 | |
| 43  | Matthew Henson Residence                                           |      | 15. Mai 1975      | Manhattan                                               | New York                 | Wohnhaus von Matthew Henson, afroamerikanischer Polarforscher, der vielleicht den Nordpol erreichte |
| 44  | Holland Tunnel                                                     |      | 4. Nov. 1993      | Manhattan                                               | New York                 | Tunnel unter dem Hudson River, der Manhattan und New Jersey verbindet; einer der ersten ventilierten Tunnel |
| 45  | Intrepid                                                           |      | 14. Jan. 1986     | Manhattan                                               | New York                 | eines der aktivsten Schiffe der Vereinigten Staaten im Zweiten Weltkrieg; heute ein Museumsschiff, das an der West Side festgemacht ist |
| 46  | James Weldon Johnson Residence                                     |      | 11. Mai 1976      | Manhattan                                               | New York                 | Wohnhaus des afroamerikanischen Künstlers und Aktivisten James Weldon Johnson |
| 47  | King Manor                                                         |      | 2. Dez. 1974      | Jamaica 40° 42′ 10,9″ N, 73° 48′ 13,5″ W                | Queens                   | Wohnhaus von Rufus King, einem Unterzeichner der Unabhängigkeitserklärung und früher US-Senator aus New York |
| 48  | Lettie G. Howard                                                   |      | 11. Apr. 1989     | Manhattan                                               | New York                 | letzter noch existierender Schoner vom Fredonia-Typ; einst der Standard für Fischerboote in den Vereinigten Staaten liegt as Schiff am South Street Seaport |
| 49  | Lorillard Snuff Mill                                               |      | 22. Dez. 1977     | New York Botanical Garden                               | Bronx                    | älteste noch stehende tabakverarbeitende Fabrik in den Vereinigten Staaten |
| 50  | Low Memorial Library                                               |      | 23. Dez. 1987     | Columbia University                                     | New York                 | erstes Gebäude auf dem Morningside Heights Campus; wird von der größten freistehenden Kuppel in den Vereinigten Staaten überdeckt |
| 51  | R. H. Macy and Company Store (Macy's)                              |      | 2. Juni 1978      | Manhattan                                               | New York                 | für viele Jahre das größte Kaufhaus der Welt |
| 52  | Claude McKay Residence                                             |      | 8. Dez. 1976      | Manhattan                                               | New York                 | Wohnhaus des afroamerikanischen Schriftstellers Claude McKay; heute Harlem YMCA |
| 53  | McGraw Hill Building                                               |      | 29. Juni 1989     | Manhattan                                               | New York                 | Art-Déco-Gebäude; erstes Bauwerk in den USA im International Style |
| 54  | Metropolitan Life Insurance Company Tower                          |      | 6. Feb. 1978      | Manhattan                                               | New York                 | höchstes Gebäude der Welt 1909–1913; ein Jahrhundert später immer noch dominant in der Skyline |
| 55  | Metropolitan Museum of Art                                         |      | 24. Juni 1986     | Manhattan                                               | New York                 | eines der wichtigsten Kunstmuseen der Welt |
| 57  | Pierpont Morgan Library                                            |      | 13. Nov. 1966     | Manhattan                                               | New York                 | Büro, Bücherei und heute Museum von J. P. Morgan; die Panik von 1907 wurde hier beendet |
| 58  | Morris-Jumel Mansion                                               |      | 20. Jan. 1961     | Manhattan                                               | New York                 | ältestes Gebäude in Manhattan; 1776 für einige Wochen Hauptquartier von George Washington im amerikanischen Unabhängigkeitskrieg |
| 59  | National City Bank Building                                        |      | 2. Juni 1978      | Manhattan                                               | New York                 | seit 1908 Sitz einer der größten und wichtigsten Banken in den Vereinigten Staaten |
| 60  | New York Amsterdam News Building                                   |      | 11. Mai 1976      | Manhattan                                               | New York                 | die einflussreiche afroamerikanische Zeitung New York Amsterdam News wurde 1916–1938 hier herausgegeben |
| 61  | New York Botanical Garden                                          |      | 28. Mai 1967      | Bronx                                                   | Bronx                    | einer der führenden botanischen Gärten der Welt |
| 62  | New York Cotton Exchange                                           |      | 22. Dez. 1977     | Manhattan                                               | New York                 | erste Warenbörse in den Vereinigten Staaten |
| 63  | New York Life Building                                             |      | 2. Juni 1978      | Manhattan                                               | New York                 | letzter bedeutender Wolkenkratzer von Cass Gilbert in Manhattan |
| 64  | New York Public Library                                            |      | 21. Dez. 1965     | Manhattan                                               | New York                 | eine der größten öffentlichen Bibliotheken in den Vereinigten Staaten |
| 65  | New York Stock Exchange                                            |      | 2. Juni 1978      | Manhattan                                               | New York                 | eine der ersten Wertpapierbörsen in den Vereinigten Staaten; auch die größte der Welt |
| 66  | New York Studio School of Drawing, Painting and Sculpture          |      | 27. Apr. 1992     | Manhattan                                               | New York                 | ursprünglich Sitz des Whitney Museums, dem ersten der amerikanischen Kunst des 20. Jahrhunderts gewidmeten Museum |
| 67  | New York Yacht Club                                                |      | 28. Mai 1987      | Manhattan                                               | New York                 | Ältester Jachtclub in den Vereinigten Staaten, lange Jahre Aufbewahrungsort des America’s Cup |
| 68  | Old Merchant's House Seabury Tredwell House Merchants House Museum |      | 23. Juni 1965     | Manhattan                                               | New York                 | Familienhaus aus dem 19. Jahrhundert |
| 69  | Old Quaker Meeting House                                           |      | 24. Dez. 1967     | Flushing 40° 45′ 46,9″ N, 73° 49′ 49,3″ W               | Queens                   | einziges noch bestehendes religiöses Bauwerk in Holzständerbauweise aus dem 17. Jahrhundert in New York; wird seit 1696 fast durchgehend genutzt |
| 70  | Philosophy Hall                                                    |      | 21. Juli 2003     | Columbia University                                     | New York                 | Edwin Armstrong entwickelte in diesem Gebäude der Columbia University das Ultrakurzwellenradio |
| 71  | Players Club                                                       |      | 19. Dez. 1965     | Manhattan                                               | New York                 | umfassende Sammlung von Kunst und Theatergegenständen; das Interieur wurde von Stanford White umgestaltet |
| 72  | The Plaza                                                          |      | 24. Juni 1986     | Manhattan                                               | New York                 | herausragendes Beispiel amerikanischer Hotelarchitektur; Symbol der Eleganz; sichtbar vom größten Teil des südlichen Central Parks; Handlungsort für Kay Thompsons populäre Kinderbuchserie Eloise |
| 73  | Plymouth Church of the Pilgrims                                    |      | 4. Juli 1961      | Brooklyn 40° 41′ 57,4″ N, 73° 59′ 36,8″ W               | Kings                    | wichtige Station der Underground Railroad als Henry Ward Beecher Pastor war |
| 74  | Pupin Physics Laboratory, Columbia University                      |      | 21. Dez. 1965     | Columbia University                                     | New York                 | Gebäude der Columbia University; Stätte der ersten Kernspaltung eines Uranatoms in den Vereinigten Staaten und weiterer Meilensteine auf dem Weg zum Atombombe |
| 75  | Quarters A, Brooklyn Navy Yard                                     |      | 30. Mai 1974      | Brooklyn 40° 42′ 9″ N, 73° 58′ 52″ W                    | Kings                    | Wohnhaus von Matthew Perry |
| 76  | Paul Robeson Home                                                  |      | 8. Dez. 1976      | Manhattan                                               | New York                 | Wohnhaus der afroamerikanischen Autors und Aktivisten Paul Robeson |
| 77  | Jackie Robinson House                                              |      | 11. Mai 1976      | Brooklyn 40° 38′ 53,9″ N, 73° 54′ 54,3″ W               | Kings                    | Wohnhaus des Baseballspielers Jackie Robinson |
| 78  | Rockefeller Center                                                 |      | 23. Dez. 1987     | Manhattan                                               | New York                 | erfolgreiches Stadterneuerungsprojekt, das Midtown Manhattan grundlegend änderte; von hier werden die von vielen Zuschauern gesehenen Sendungen Today und Saturday Night Live gesendet. |
| 79  | Sailors’ Snug Harbor                                               |      | 8. Dez. 1976      | Sailors’ Snug Harbor                                    | Richmond (Staten Island) | erstes und einziges Altersheim für pensionierte Handelsseeleute in den USA |
| 80  | St. Ann and the Holy Trinity Church                                |      | 23. Dez. 1987     | Brooklyn 40° 41′ 40,5″ N, 73° 59′ 34,7″ W               | Kings                    | |
| 81  | St. George's Episcopal Church                                      |      | 8. Dez. 1976      | Manhattan                                               | New York                 | Heimatkirche von Harry Thacker Burleigh, dem afroamerikanischen Sänger, der großen Einfluss auf die Einführung von Negro Spirituals in die Liturgie verschiedener amerikanischer Glaubensrichtungen hatte. |
| 82  | St. Patrick's Cathedral                                            |      | 8. Dez. 1976      | Manhattan                                               | New York                 | erste große Kathedrale, die in den Vereinigten Staaten gebaut wurde |
| 83  | St. Paul's Chapel                                                  |      | 9. Okt. 1960      | Manhattan                                               | New York                 | eine der wenigen noch bestehenden Kirchen aus der Kolonialzeit in der Stadt; George Washington besuchte hier nach seiner Amtseinführung den Gottesdienst |
| 84  | Margaret Sanger Clinic                                             |      | 14. Sep. 1993     | Manhattan                                               | New York                 | Klinik, in der Margaret Sanger Mittel zur Empfängnisverhütung verabreichte |
| 85  | Gen. Winfield Scott House                                          |      | 7. Nov. 1973      | Manhattan                                               | New York                 | Wohnhaus von Winfield Scott, General im Mexikanisch-Amerikanischen Krieg, der später Präsidentschaftskandidat war |
| 86  | Seventh Regiment Armory                                            |      | 24. Feb. 1986     | Manhattan                                               | New York                 | eine der eindrucksvollsten Sammlungen von Einrichtungsgegenständen aus den 1880er Jahren außerhalb eines Museums; einziges Zeughaus in den Vereinigten Staaten, das noch zur Einheit gehört, für die es errichtet wurde |
| 88  | Harry F. Sinclair House                                            |      | 2. Juni 1978      | Manhattan                                               | New York                 | Harry F. Sinclair lebte hier 1918–1930; heute Teil des Ukrainian Institute; oft Drehort für Film und Fernsehen |
| 88  | Alfred E. Smith House                                              |      | 28. Nov. 1972     | Manhattan 40° 42′ 47,5″ N, 73° 59′ 52,7″ W              | New York                 | Wohnhaus von Alfred E. Smith, der 1907–1923 vier Amtszeiten Gouverneur New Yorks war und späterer Präsidentschaftskandidat wurde |
| 89  | SoHo Cast Iron Historic District                                   |      | 2. Juni 1978      | Manhattan                                               | New York                 | Es wird angenommen, dass dieser Bezirk das größte bestehende Gebäudeensemble mit Fassaden aus dem späten 19. Jahrhundert aus Gusseisen der Welt bildet. |
| 90  | A. T. Stewart Company Store                                        |      | 2. Juni 1978      | Manhattan                                               | New York                 | erstes amerikanisches Kaufhaus; heute auch als New York Sun Building bekannt |
| 91  | Stonewall                                                          |      | 16. Feb. 2000     | Manhattan                                               | New York                 | Stätte der Stonewall-Unruhen von 1969, mit der die Lesben- und Schwulenbewegung begann |
| 92  | Surrogate's Court                                                  |      | 22. Dez. 1977     | Manhattan                                               | New York                 | Courthouse gegenüber der City Hall |
| 93  | Tenement Building at 97 Orchard Street                             |      | 19. Apr. 1994     | Manhattan                                               | New York                 | in diesem restaurierten Mietshaus wohnten einst hunderte von Einwanderern; heute Kern des Lower East Side Tenement Museums. |
| 94  | Third Judicial District Courthouse                                 |      | 22. Dez. 1977     | Manhattan                                               | New York                 | ursprünglich als Third Judicial District Courthouse gebaut; vom Abriss bedroht führt der öffentliche Aufschrei zur Nutzung als Abteilung der New York Public Library |
| 95  | Tiffany and Company Building                                       |      | 2. Juni 1978      | Manhattan                                               | New York                 | Sitz von Tiffany and Company von 1905 bis 1940 |
| 96  | Samuel J. Tilden House                                             |      | 11. Mai 1976      | Manhattan                                               | New York                 | Haus von Samuel J. Tilden, dem ehemaligen Gouverneur New Yorks und bitteren Verlierer der Präsidentschaftswahl 1876 |
| 97  | Triangle Shirtwaist Factory                                        |      | 17. Juli 1971     | Manhattan 40° 43′ 48″ N, 73° 59′ 44,9″ W                | New York                 | Stätte eines der schlimmsten Unglücke in der Industriegeschichte der Vereinigten Staaten, die zu einer Reihe von Arbeitsplatzsicherheitsreformen führte |
| 98  | Trinity Church                                                     |      | 8. Dez. 1976      | Manhattan                                               | New York                 | historischer Kirchenbau an der Wall Street |
| 99  | Tweed Courthouse                                                   |      | 11. Mai 1976      | Manhattan                                               | New York                 | historisches Courthouse an der Tammany Hall, wird nun als Department of Education der Stadt genutzt |
| 100 | Union Square                                                       |      | 9. Dez. 1997      | Manhattan                                               | New York                 | politisches Zentrum von Manhattan, wo viele Demonstrationen beginnen oder enden |
| 101 | United Charities Building                                          |      | 17. Juli 1991     | Manhattan                                               | New York                 | 1893 von einem wohlhabenden Geschäftsmann erbaut, um seinen bevorzugten charitativen Einrichtungen einen kostengünstigen Standort für ihre Tätigkeit zu bieten |
| 102 | U.S. Customhouse                                                   |      | 8. Dez. 1976      | Manhattan                                               | New York                 | Das von Cass Gilbert entworfene Zollamt für den New Yorker Hafen gehört heute zur Smithsonian Institution |
| 103 | Van Cortlandt House                                                |      | 24. Dez. 1976     | Van Cortlandt Park                                      | Bronx                    | Das Herrenhaus wurde 1748 für die Familie Van Cortlandt gebaut. |
| 104 | Voorlezer's House                                                  |      | 5. Nov. 1961      | Richmondtown                                            | Richmond (Staten Island) | vermutlich ältestes noch bestehendes Schulhaus in Amerika; gehört der Historischen Gesellschaft Staten Islands |
| 105 | Wards Point Archeological Site                                     |      | 19. Apr. 1993     | Tottenville                                             | Richmond (Staten Island) | archäologische Ausgrabungsstätte in Tottenville |
| 106 | Woodlawn Cemetery                                                  |      | 23. Juni 2011     | Bronx                                                   | Bronx                    | einer der größten und renommiertesten Begräbnisorte in New York City |
| 107 | Woolworth Building                                                 |      | 13. Nov. 1966     | Manhattan                                               | New York                 | einer der ältesten und bekanntesten Wolkenkratzer in New York City; war einmal das höchste Bauwerk der Stadt |
| 108 | Wyckoff-Bennett Homestead                                          |      | 24. Dez. 1976     | Brooklyn 40° 36′ 39,1″ N, 73° 57′ 4,6″ W                | Kings                    | Unterbringungsort hessischer Soldaten während des Amerikanischen Unabhängigkeitskrieges |
| 109 | Wyckoff House                                                      |      | 24. Dez. 1967     | Brooklyn 40° 38′ 39,6″ N, 73° 55′ 14,8″ W               | Kings                    | älteste noch existierende Saltbox in Amerika |

## New York City Designated Historic Sites
Die New York City Landmarks Preservation Commission wurde geschaffen, nachdem die Denkmalschützer den Kampf um den Abriss der Pennsylvania Station (New York City) verloren hatten. Das Gesetz, mit dem New York City das Recht der Eigentümer, eine Nutzungsänderung von Gebäuden herbeizuführen, beschneiden wollte, wurde 1978 durch den Obersten Gerichtshof der Vereinigten Staaten aufgehoben. Viele der National Historic Landmarks in New York City sind dennoch einzeln oder als Teil eines Gebäudeensembles auf der Liste der New York City Designated Landmarks geführt.

## National Monuments in New York City
Es gibt drei National Monuments in New York City, alle sind auch als National Historic Landmark eingestuft:
- African Burial Ground National Monument, seit dem 27. Februar 2006
- Governors Island National Monument, seit dem 19. Januar 2001
- Statue of Liberty National Monument, seit dem 15. Oktober 1924

## Frühere National Historic Landmarks in New York City
|   | Name                 | Bild | Datum         | Lage      | County   | Beschreibung |
| - | -------------------- | ---- | ------------- | --------- | -------- | --- |
| 1 | Edson                |      | 21. Juni 1990 | Manhattan |          | |
| 2 | Florence Mills House |      | 8. Dez. 1976  | Manhattan | New York | Stätte eines Hauses, von dem der National Park Service glaubte, es handle sich um das Wohnhaus von Florence Mills, eine afroamerikanische Sängerin und Schauspielerin der 1920er Jahre. NHL-Status 2009 gestrichen, nachdem sich der Irrtum herausstellte, Haus inzwischen abgebrochen. |